# بازار مکاره

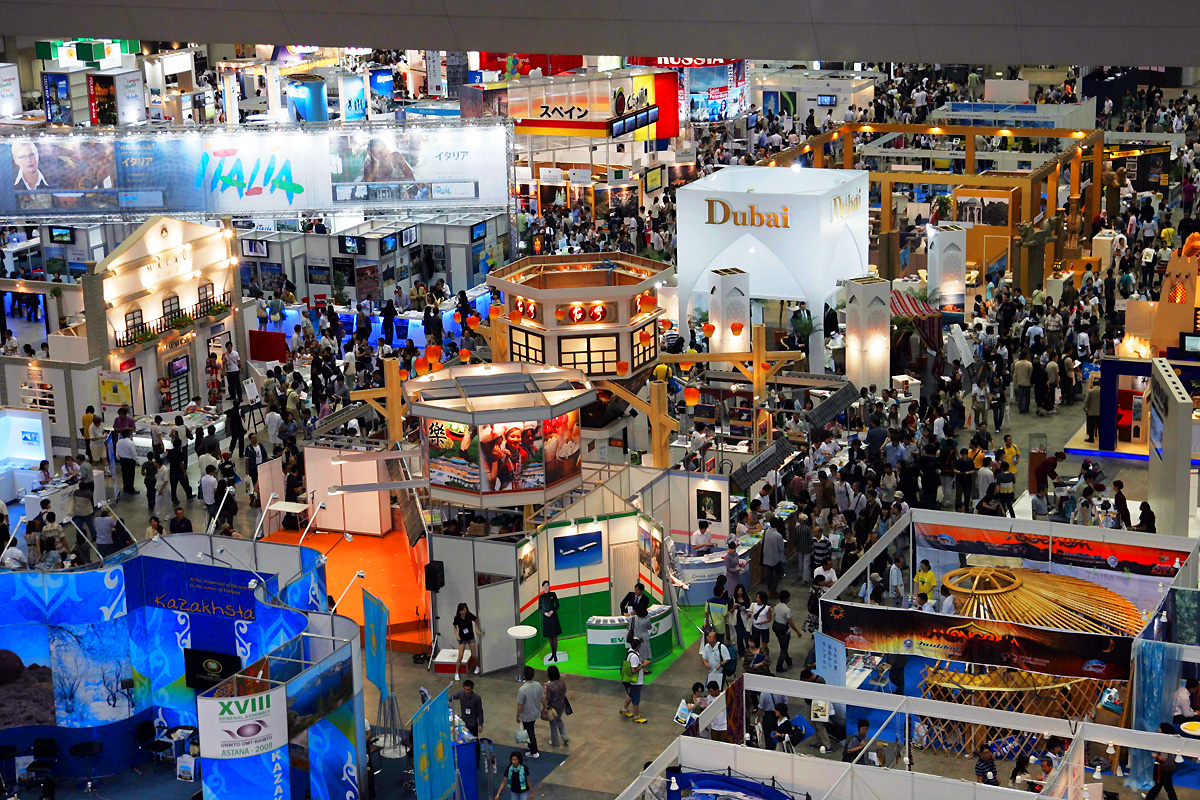
یک نمایشگاه تجاری برای صنعت سفر

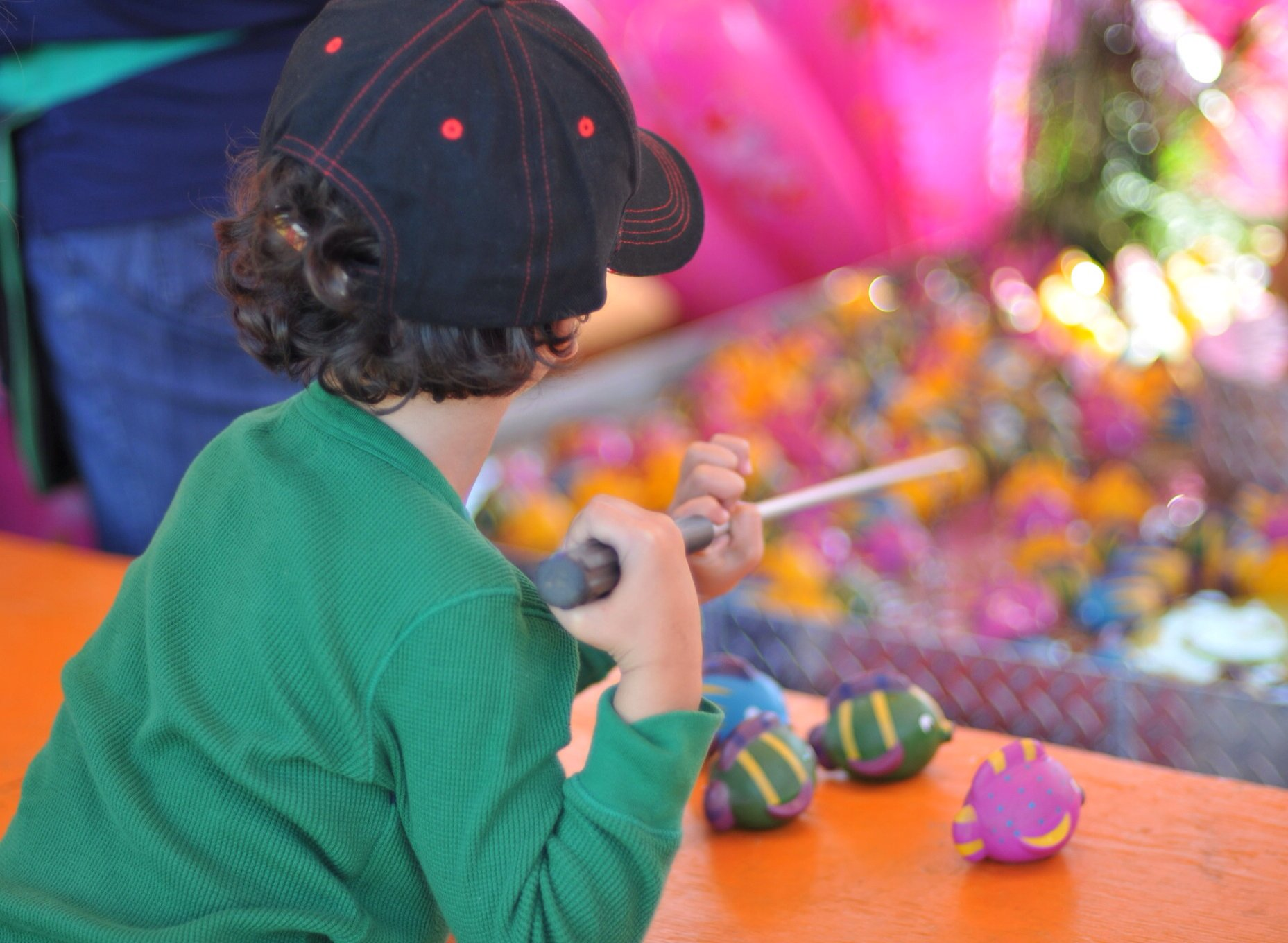
پسری در حوضچه ماهی، نمایشگاه جهانی راکتون، جشنواره برداشت، کانادا، ۲۰۱۰

بازار مکاره، نمایشگاه (غیر مصطلح: faire یا fayre)، که به عنوان سرگرمی نیز شناخته می‌شود، تجمع مردم برای انواع سرگرمی یا فعالیت‌های تجاری است. به‌طور طبیعی نمایشگاه موقت است با برنامه زمان‌بندی شده به اندازه یک بعد از ظهر تا چند هفته.

## انواع
انواع نمایشگاه شامل موارد زیر است:

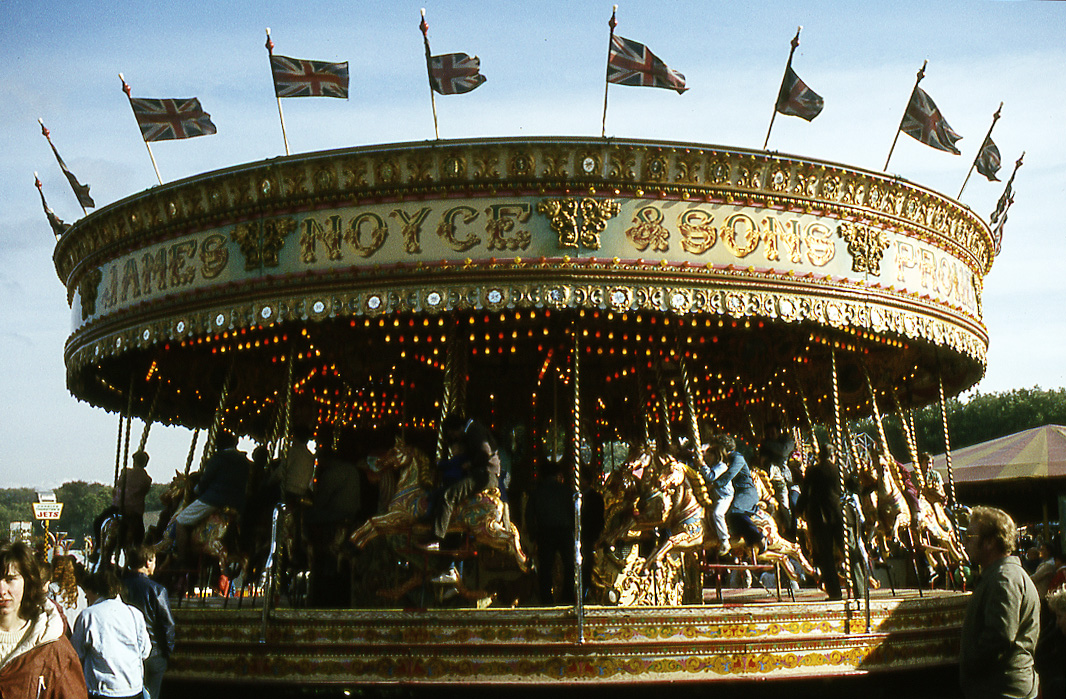
حاشیه‌های اطراف (همچنین به عنوان چرخ فلک یا چرخ و فلک شناخته می‌شوند) از جاذبه‌های سنتی است که اغلب در نمایشگاه‌ها دیده می‌شوند

- نمایشگاه خیابانی، نمایشگاهی که شخصیت یک محله و بازرگان را جشن می‌گیرد (همان‌طور که کلمه «نمایشگاه» از نظر تاریخی تعریف شده‌است؛ این یک بازارچه است). همان‌طور که از نام آن پیداست، معمولاً در خیابان اصلی یک محله برگزار می‌شود.
- فته، یک جشنواره، مهمانی یا جشن مفصل.
- جشنواره، رویدادی که معمولاً با هماهنگی و / یا جشن گرفتن توسط یک جامعه یا گروهی با مضمون به عنوان مثال موسیقی، هنر، فصل و / یا از نظر ویژگی‌ها(ها) یا جنبه‌های مختلف یک جامعه یا منطقه یعنی ساحل، برف، برگزار می‌شود. برداشت محلی و غیره یا وضعیت جامعه در آن است. این می‌تواند شامل یک سنت ، تاریخ، یک قومیت، مذهب یا یک تعطیلات ملی باشد، به عنوان مثال چهارم ژوئیه.
- نمایشگاه شهری یا نمایشگاه کشاورزی، یک رویداد عمومی که نمایشگاه تجهیزات، حیوانات، ورزش و تفریحی مرتبط با کشاورزی و دامپروری را به نمایش می‌گذارد.
- نمایشگاه دولتی، یک گردهمایی رقابتی و تفریحی سالانه از جمعیت ایالت ایالات متحده، که معمولاً در اواخر تابستان یا اوایل پاییز برگزار می‌شود. این یک نسخه بزرگتر از یک نمایشگاه شهرستان است، که اغلب شامل تنها نمایشگاه‌ها یا رقیبانی است که در نمایشگاه‌های محلی محلی خود در دسته‌بندی‌های خود پیروز شده‌اند.
- نمایشگاه معابد، نمایشگاه سالانه در معابد ادیان مختلف برگزار می‌شود
- نمایشگاه تجارت، نمایشگاهی است که شرکتهای یک صنعت خاص می‌توانند آخرین محصولات و خدمات خود را به نمایش بگذارند و به نمایش بگذارند، فعالیتهای مطالعه رقبا را بررسی کرده و روندها و فرصتهای اخیر بازار را بررسی کنند.
- سفر به کارناوال، که معمولاً به راحتی کارناوال خوانده می‌شود، یک نمایش تفریحی است که از سفرهای تفریحی، فروشندگان مواد غذایی، فروشندگان کالا، بازی‌های شانس و مهارت، اعمال هیجان و اعمال حیوانات تشکیل شده‌است.
- سفر سرگرم‌کننده، یک نمایش کوچک مسافرتی کوچک و متوسط که عمدتاً از غرفه‌ها و تفریحات دیگر تشکیل شده‌است.

## تاریخچه

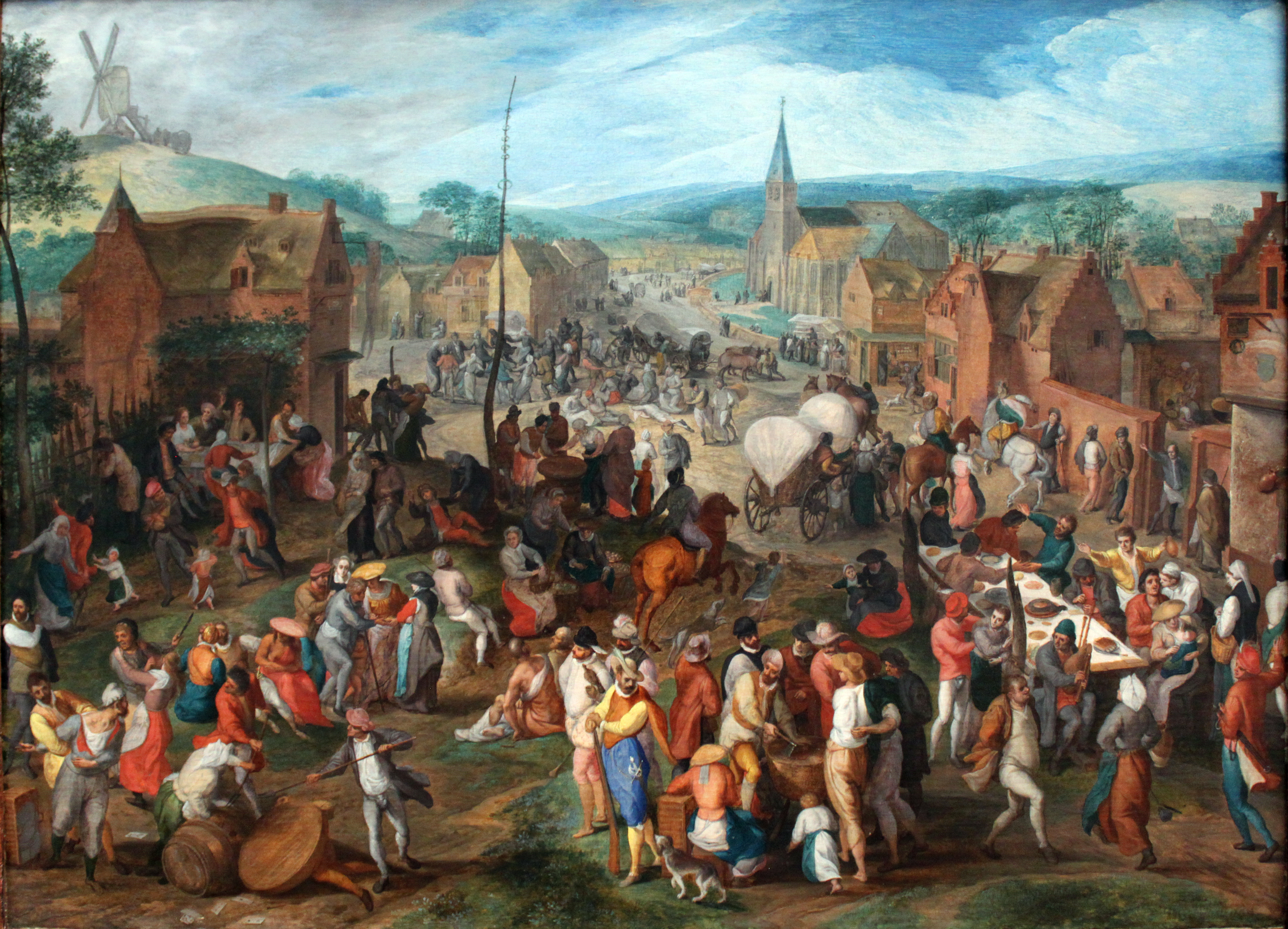
نمایشگاه دهکده توسط هنرمند فلانی، گلیس مستاستر ۱۵۹۰

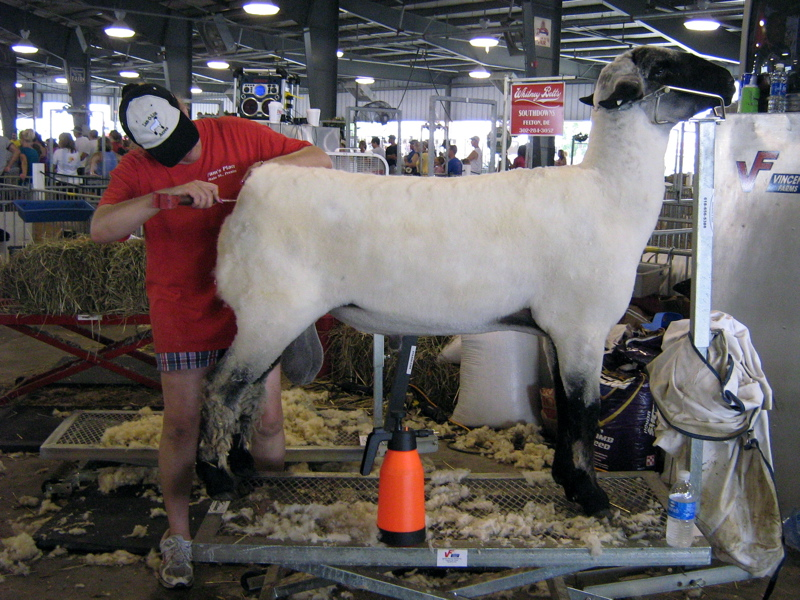
نمایشگاه‌ها می‌تواند شامل نمایشگاه حیوانات باشد و قبل از مسابقه حیوانات توسط صاحبان آنها مرتب می‌شوند

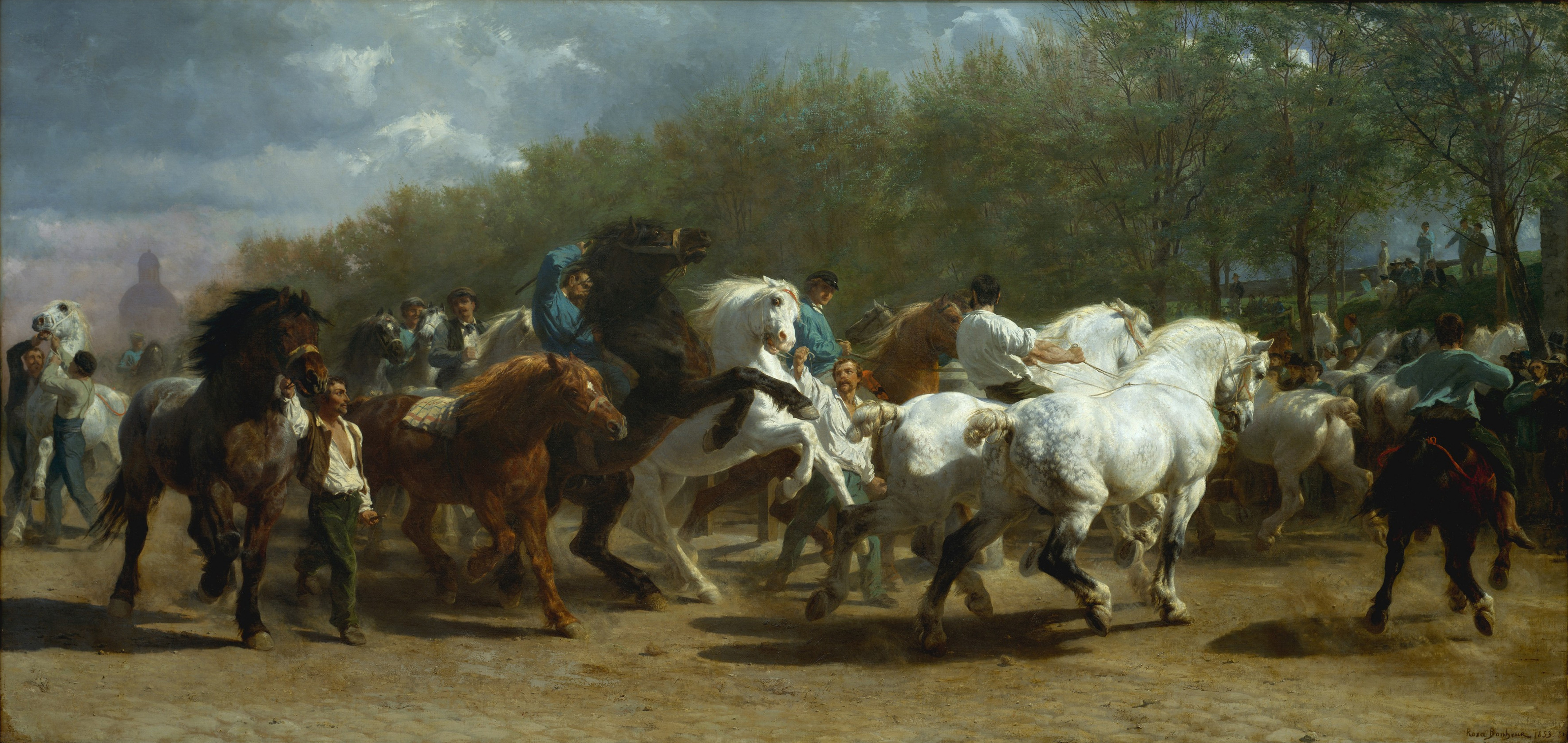
نمایشگاه اسب، نقاشی روزا بونهور (۱۸۵۲–۱۸۵۵)

نمایشگاه‌های رومی روزهای تعطیل بود که در آن وقفه کار و دعاوی وجود داشت.  در استانهای رومی یهودا و سوریه پالاستینا، خاخام یهودی یهودیان را از شرکت در نمایشگاه‌ها در شهرهای خاص ممنوع کرد، زیرا ماهیت مذهبی نمایشگاه‌ها مغایر با اقدامات پیشین یهودیت‌ بود.
در قرون وسطی، بسیاری از نمایشگاه‌ها به عنوان بازارهای موقت توسعه یافتند و مخصوصاً برای مسافت‌های طولانی و تجارت بین‌الملل از اهمیت ویژه ای برخوردار بودند، زیرا معامله گران عمده فروشی، بعضی اوقات برای بسیاری از روزها، به نمایشگاه‌هایی می‌رفتند که می‌توانستند با مراجعه به کالاهای مورد نیاز خود برای خرید یا فروش خود را انجام دهند. به. نمایشگاه‌ها معمولاً به مناسبت‌های ویژه مذهبی مسیحی، مانند روز مقدس کلیسای محلی گره خورده بودند. طبق گزارش‌ها، Stagshaw در انگلیس نمایشگاه‌های سالانه را در اوایل سال ۱۲۹۳ که شامل فروش حیوانات است، برگزار کرده‌است. همزمان با نمایشگاه اصلی که در تاریخ ۴ ژوئیه برگزار شد، این شهر همچنین در طول سال میزبان نمایشگاه‌های کوچکتر بود که انواع خاصی از حیوانات به فروش می‌رسید مانند یکی برای اسب‌ها، یکی برای بره‌ها و دیگری برای میش‌ها.
Kumbh Mela، که هر دوازده سال یکبار برگزار می‌شود، در اللهآباد، هاریدوار، نشیک و یوجاین یکی از بزرگترین نمایشگاه‌ها در هند است که در ژانویه سال ۲۰۰۱ بیش از ۶۰ میلیون نفر در ژانویه ۲۰۰۱ گرد هم آمدند و آن را به بزرگترین گردهمایی در هر نقطه در جهان تبدیل کردند. کومبه به معنی پارچ و ملا به معنای عادلانه در سانسکریت است.
در ایالات متحده، نمایشگاه‌ها هر تابستان ۱۵۰ میلیون نفر برگزار می‌کنند. مسابقات کودکان در یک نمایشگاه آمریکایی از پرورش حیوانات کوچک گرفته تا روباتیک، در حالی که سازمان 4-H به یک انجمن سنتی تبدیل شده‌است.

## میراث

### پیامدهای قانونی
به دلیل تعداد زیادی از مردم که در نمایشگاه‌ها جذب می‌شوند غالباً صحنه آشوب و آشفتگی بودند، بنابراین امتیاز برگزاری نمایشگاه توسط منشور سلطنتی اعطا شد. در ابتدا، آنها فقط در شهرها و اماکن قدرت مجاز بودند یا در آنجا اسقف، کلانتر یا فرماندار وجود داشتند که می‌توانست نظم را حفظ کند. با گذشت زمان، مزایای مختلفی به نمایشگاه‌های خاص، مانند اعطای محافظت از تعطیلات به مردم و آزادی آنها در بازداشت در شرایط خاص امکان‌پذیر شد. مقامات مجاز بودند که عدالت را با کسانی که به نمایشگاه خود آمده‌اند، تحقق بخشند. در نهایت حتی کوچکترین عادلانه شده‌اند که یک دادگاه برای رسیدگی به در جرائم و اختلافات مطروحه در محل دائمی نمایشگاه‌های حال، به نام یک دادگاه پودر پای (از قدیمی فرانسوی pieds pouldres، به معنای واقعی کلمه «پا گرد و خاکی»، به این معنی یک تاجر دوره‌گرد، از لاتین قرون وسطی pedes pulverosi).

### در هنر و زبان
طبیعت پر هرج و مرج از نمایشگاه Stagshaw Bank با انبوهی از مردم و حیوانات و غرفه‌ها الهام بخش محاصره نیوکاسل "مانند یک نمایشگاه Stagey Bank" برای توصیف یک آشفتگی عمومی بود.
نمایشگاه شهرستان آمریکا در وب سایت شارلوت EB White به نمایش گذاشته شده است.